# (3194) Dorsey
(3194) Dorsey est un astéroïde de la ceinture principale.

## Description
(3194) Dorsey est un astéroïde de la ceinture principale. Il fut découvert le 27 mai 1982 à l'Observatoire Palomar par Carolyn S. Shoemaker. Il présente une orbite caractérisée par un demi-grand axe de 3,01 UA, une excentricité de 0,10 et une inclinaison de 11,0° par rapport à l'écliptique.

## Compléments